# Loxosceles boneti
Loxosceles boneti är en spindelart som beskrevs av Willis J. Gertsch 1958. Loxosceles boneti ingår i släktet Loxosceles och familjen Sicariidae. Inga underarter finns listade i Catalogue of Life.